# Anna Fort i Comas
Pour les articles homonymes, voir Fort et Comas (homonymie).
Anna Fort i Comas, née le 27 mai 1934 à Barcelone, est une pianiste et compositrice espagnole.

## Biographie
Professeure de piano, de chant et de solfège, Anna Fort i Comas est une pianiste reconnue qui crée en Catalogne, à partir des années 1950 (dictature) jusqu'aux années 1990 (démocratie). Elle compose notamment au piano Homenatge a Catalunya (en français : Hommage à la Catalogne, titre utilisé également pour l'œuvre littéraire de George Orwell sur la guerre d'Espagne). 
Sous l'Espagne franquiste, elle travaille sur les compositions musicales de sardanes et de cobles, malgré l'interdiction qui pèse en Catalogne.
Après la transition démocratique, elle poursuit sa création, devenant l'une des références dans la composition contemporaine de sardanes.

## Œuvres principales
- Enyorant Sitges

- Fantasia núm. 1

- La meva dansa (en français: Ma danse)

- Les flors i tu
- No em diguis adéu (en français: Ne me dis pas Adieu)
- No tardes mas
- Quant t'en vas (en français: Quand tu t'en vas)
- Racó de la calma
- Ronda bolero español
- Temps de vals núm. 2
- A la memòria del meu Pare (en français: A la mémoire de mon père)
- Angelina
- Lluna d'amor (en français: Lune d'Amour)[6]
- Canço de bressol Nº 2
- Carrer de Tutimaris
- Coses de Collbató
- Dansa núm. 4
- El barret del senyor Pi
- El sueño del pastorcillo
- Y me dices adiós
- Homenatge a Catalunya (en français: Hommage à la Catalogne)
- Viaje interminable (1992), (en français: Voyage interminable) sur la découverte de l'Amérique.